# Talış
Talış est un village situé dans le raion de Tartar en Azerbaïdjan. De 1991 à 2020, c'était une communauté rurale de la région de Martakert au Haut-Karabagh, sous le nom de Talish (en arménien : Թալիշ).

## Géographie
Talish est situé à l'extrémité nord du Haut-Karabagh, à environ 70 km de Stepanakert.

## Histoire
Sous la période soviétique, la localité fait partie entre 1923 et 1991 de l'oblast autonome du Haut-Karabagh, au sein de la République socialiste soviétique d'Azerbaïdjan. Après son indépendance en 1991, l'État azerbaïdjanais l'intègre officiellement dans le raion de Tartar.
À l'issue de la guerre du Haut-Karabagh, Talish demeure sous le contrôle de la république autoproclamée du Haut-Karabah à partir du 11 avril 1994. Le village comptait 581 habitants en 2005.
Lors de la guerre des Quatre Jours en avril 2016, le village est sévèrement endommagé par les combats et brièvement occupé par des troupes azerbaïdjanaises. La population doit être évacuée et Talish devient un village fantôme.
Le 3 octobre 2020, lors de la deuxième guerre du Haut-Karabagh, Talish est prise par l'armée azerbaïdjanaise,. Conformément à l'accord de cessez-le-feu entré en vigueur le 10 novembre, la région demeure sous contrôle de l'Azerbaïdjan.
En mars 2023, la première phase des travaux de construction et de restauration du village s'achève et les premiers habitants (20 familles) s'installent dans le village dans le cadre du programme « Grand Retour ».

## Personnalités
- Mourad Mirzayev (1976-2016), officier des Forces armées d'Azerbaïdjan, héros national de l'Azerbaïdjan, y est mort.